# Tanami
Tanami är en ort i Australien. Den ligger i kommunen Central Desert och territoriet Northern Territory, omkring 840 kilometer söder om territoriets huvudstad Darwin. Orten hade 144 invånare år 2021.